# KariZma
KariZma (em círilico: КариZма) foi uma dupla pop búlgara, formada pelos cantores Galina Kurdova (Galya) e Miroslav Kostadinov (Miro).

## Biografia
A dupla foi formada em 1999 e lançou diversos singles de sucesso na Bulgária. Em 2006, eles foram compilados no álbum Eclesiastic, que ainda conteve uma música solo de Miro.
Em 2007, após participarem do concurso nacional para o Festival Eurovisão da Canção, Galya e Miro decidiram concentrar-se em suas carreiras solos, não tendo mais cantado juntos desde então.

## Discografia

### Álbuns
- 2006: Eclesiastic

### Singles
- 2001: Рискувам да те имам (Riskuvam da te imam)
- 2002: Колко ми липсваш (Kolko mi lipsvash)
- 2003: Ще избягам ли от теб? (Shte izbiagam li ot teb?)
- 2004: Mr.Killer
- 2005: Минаваш през мен (Minavash prez men)
- 2006: All In Love (Не сега)
- 2007: Fool For You